# Spencer Grammer
Spencer Grammer, född 9 oktober 1983 i Los Angeles i Kalifornien, är en amerikansk skådespelerska. Hon är dotter till skådespelaren Kelsey Grammer.
Sen 2007 spelar hon en av huvudrollerna i TV-serien Greek.
Spencer Grammer är sedan 2011 gift med James Hesketh.